# 김무관
김무관(金武寬, 1953년 11월 29일~)은 전직 KBO 리그 청보 핀토스의 내야수였던, 대한민국의 야구인이다.

## 선수 시절

### 삼미 슈퍼스타즈시절
건국대를 졸업하고 실업 야구 팀 한일은행 및 경리단을 거쳐 원년 멤버로 입단하였다.

### 청보 핀토스시절
1985년에 입단하였다. 통산 121경기에 출장해 1할대 타율, 1홈런, 20타점을 기록했다. 별다른 기록을 남기지 못했지만, 삼미 슈퍼스타즈의 팀 사정상 많은 포지션들을 맡았다.

## 야구선수 은퇴 후
1986년부터 청보 핀토스의 주루코치로 활동했다. 이듬해부터 청보의 타격코치로 일하면서부터 1년을 쉰 1989년, 스카우트 및 2군 감독을 맡았던 1995년과 1997년 사이를 제외하고 계속 타격코치로 활동했으며 1988년을 끝으로 한동안 고향 팀을 떠났다가 1991년 시즌 뒤 태평양 돌핀스 2군 타격코치를 맡아 고향 인천에 돌아왔는데 당시 태평양 감독에 부임한 정동진 감독은 본인(김무관) 외에도 1990년 LG 트윈스 유니폼을 입은 뒤 다음 해부터 이 팀에서 코치를 역임했으나 1991년 시즌 후 이광환 감독이 부임하면서 소위 "백인천 라인" 지우기 일환에 따라 1992년을 끝으로 팀을 떠나 한동안 현장 복귀가 거리가 먼 양승관 전 LG 트레이닝 코치를 1994년 태평양 트레이닝 코치, 1991년부터 3년 동안 KBO 심판으로 활동한 최계훈 전 태평양 투수를 1994년 투수 인스트럭터(다음 해부터 잔류군 투수코치로 정식 계약)로 영입하는 등 인천 출신 인사들을 태평양으로 복귀시켜 줬는데 이들 외에도 1983년을 끝으로 고향 인천을 떠나 OB 베어스에서 1군 투수코치(1984년~1987년, 1990년 시즌 중 ~종료) 2군 투수코치(1988)  2군 감독대행(1989년) 2군감독(1990년 시즌 중)을 맡았던 이선덕이 1991년 태평양 투수코치를 맡아 고향 인천에 돌아왔고 다음 해 정동진 감독의 부임 과정에서 정 감독과 함께 대구상고-제일은행 시절 선수생활을 같이 한 류영수 삼성 2군 감독이 수석-투수코치로 부임하자  2군 감독으로 보직을 옮겼으며 한때 김시진(당시 롯데 선수)을 투수코치로 영입할 계획도 있었지만 대구 출신 코치들이 많다는 이유로 불발되기도 했고 이외에도  정동진 감독의 전임이자 정 감독의 삼성 시절 전임 감독이기도 한 박영길 감독은 삼성 부임 2년째인 1988년 2월 16일부터 1년 계약 형식으로 삼성 2군 투수코치를 맡은 사람이면서 삼미-청보 시절 인연을 맺은 김진영 감독이 1989년 11월 2일 2년 계약 형식으로 롯데 자이언츠 감독에 부임하자 같은 달 30일부터 1년 계약으로 롯데 투수코치를 맡았으나 김진영 감독이 1990년 시즌 도중 성적 부진으로 중도하차한 데다  같은 해 말 강병철 감독이 재부임하면서  단행된 물갈이에 따라 팀을 떠난 장명부를 이선덕에 앞서 태평양 투수코치로 영입할 예정이었지만 구단 측의 반대로 무산됐으며 정동진 감독의 부임 과정에서 장효조 (당시 롯데 선수)의 태평양 코치설이 있기도 했다.
2001년 시즌 전 롯데 자이언츠의 타격코치로 부임해 포수 최기문을 스위치 히터로 전향시키는 데 성공했다. 그리고 1루수 이대호를 강타자로 만드는 데 한몫했다. 2003년 시즌 후 롯데 자이언츠와 재계약에 실패해 인천고등학교에서 타격 인스트럭터를 맡았다가 2006년 롯데 자이언츠에 복귀했다. 2011년 플레이오프가 끝난 후 LG 트윈스로 이적했다.
2014년 시즌 후 당시 감독이었던 김용희의 요청으로 SK 와이번스로 이적했으나, 2015년 6월 5일 팀의 성적 부진으로 2군 타격코치로 보직이 변경됐다.
2016 시즌 후 2군 감독으로 활동하기도 했으며, 2019년부터 1군 타격코치를 다시 맡았으나, 팀의 성적 부진으로 인해 다시 루키팀 야수총괄코치로 보직을 바꿨다.

## 트리비아
- 전지훈련이나 개인적인 일로 미국이나 일본에 가게 되면 반드시 원서로 된 야구 이론서를 구입했으며, 귀국했을 때 번역을 맡긴 뒤 번역된 이론서를 통해 지도자 생활 때 많은 지식을 쌓았다.[14]

## 출신 학교
- 인천숭의국교 졸업
- 상인천중학교 졸업
- 인천고등학교 졸업
- 건국대학교 체육교육학과 학사

## 통산 기록
| 연도 | 팀명  | 타율  | 경기 | 타수 | 득점 | 안타 | 2루타 | 3루타 | 홈런 | 루타 | 타점 | 도루 | 도실 | 볼넷 | 사구 | 삼진 | 병살 | 실책 |
| ---- | ----- | ----- | ---- | ---- | ---- | ---- | ----- | ----- | ---- | ---- | ---- | ---- | ---- | ---- | ---- | ---- | ---- | ---- |
| 1982 | 삼미  | 0.217 | 69   | 254  | 33   | 55   | 11    | 0     | 1    | 69   | 14   | 5    | 7    | 24   | 7    | 29   | 5    | 7    |
| 1983 | 삼미  | 0.156 | 23   | 45   | 1    | 7    | 1     | 0     | 0    | 8    | 4    | 0    | 0    | 2    | 1    | 10   | 3    | 3    |
| 1984 | 삼미  | 0.000 | 4    | 7    | 0    | 0    | 0     | 0     | 0    | 0    | 0    | 0    | 0    | 0    | 0    | 2    | 0    | 0    |
| 1985 | 청보  | 0.150 | 25   | 20   | 1    | 3    | 0     | 0     | 0    | 3    | 2    | 1    | 0    | 0    | 0    | 4    | 1    | 2    |
| 통산 | 4시즌 | 0.199 | 121  | 326  | 35   | 65   | 12    | 0     | 1    | 80   | 20   | 6    | 7    | 26   | 8    | 45   | 9    | 12   |